# Nathan Outteridge
Nathan Outteridge(ur. 28 stycznia 1986) – australijski żeglarz startujący w klasie 49er. Mistrz olimpijski z Londynu.
Karierę rozpoczynał startując w klasie 29er. W 2001 w Kingston (Ontario) wystartował w pierwszych zawodach międzynarodowych. W 2002 w Sydney w parze z Grantem Rosem zdobył srebrnym medal Mistrzostw Świata w tej klasie. W 2003 i 2004 wybierany najlepszym młodym żeglarzem Australii. W 2005 doznał kontuzji i nie startował przez 9 miesięcy. W 2007 na Mistrzostwach Świata w Cascais w parze z Benem Austinem zdobył brązowy medal w klasie 49er. W 2008 w Melbourne również z Austinem został mistrzem świata. Kolejne tytuły mistrzowskie zdobywał startując z Iainem Jensenem: w 2009 w Riva del Garda i w 2011 w Perth. W 2012 zostali mistrzami olimpijskimi. Jest kapitanem Team Korea na Regaty o Puchar Ameryki 2013.